# Spergula fallax
Spergula fallax é uma espécie de planta com flor pertencente à família Caryophyllaceae. 
A autoridade científica da espécie é (Lowe) E.H.L.Krause, tendo sido publicada em J.C. Röhlings Deutschlands Flora.

## Portugal
Trata-se de uma espécie presente no território português, nomeadamente no Arquipélago da Madeira.
Em termos de naturalidade é nativa da região atrás indicada.

## Protecção
Não se encontra protegida por legislação portuguesa ou da Comunidade Europeia.